# Barcelona 216
Barcelona 216 és una formació instrumental especialitzada en el repertori contemporani. Fundada el 1985 pel director d'orquestra Ernest Martínez Izquierdo i el flautista David Albet, des de 2008 director artístic del conjunt. L'any 2000 rebé el Premi Ciutat de Barcelona de música. És formació resident de l'Auditori de Barcelona, on disposa de la seva pròpia temporada de concerts. Ha estrenat obres de compositors catalans com Raquel García-Tomás.